# Cristiana Pașca Palmer
Cristiana Pașca Palmer (ur. 1968) – rumuńska ekolog i polityk, urzędniczka Komisji Europejskiej i ONZ, w latach 2015–2017 minister środowiska, zasobów wodnych i leśnictwa.

## Życiorys
Po ukończeniu szkoły średniej przez rok pracowała w Bukareszcie jako asystent medyczny. W 1996 ukończyła studia na wydziale ekologii Universitatea Ecologică din București, w 1997 uzyskała magisterium z zarządzania środowiskiem na Uniwersytecie Bukareszteńskim. W latach 1995–2000 zatrudniona w organizacji GESS, zajmowała się ekspedycjami speleologicznymi, koordynowaniem kampanii, pełniła funkcję dyrektora wykonawczego. W 2000 założyła i do 2003 kierowała rumuńskim oddziałem Międzynarodowego Zielonego Krzyża. W latach 2001–2002 zarządzała krajowym oddziałem organizacji Fauna & Flora International. Później pracowała jako analityk w Stanach Zjednoczonych. Podczas pobytu w USA w 2004 uzyskała magisterium z administracji publicznej w John F. Kennedy School of Government na Uniwersytecie Harvarda, a w 2008 doktoryzowała się na Tufts University. W 2011 przeszła do pracy w Komisji Europejskiej, została analitykiem w Dyrekcji Generalnej ds. Działań w dziedzinie Klimatu. Jeszcze w tym samym roku objęła kierownictwo jednostki zajmującej się środowiskiem, zmianami klimatycznymi i zasobami naturalnymi w Dyrekcji Generalnej ds. Współpracy Międzynarodowej i Rozwoju.
W listopadzie 2015 została powołana na ministra środowiska, zasobów wodnych i leśnictwa w technicznym rządzie Daciana Cioloșa. Urząd ten sprawowała do końca funkcjonowania gabinetu, tj. do stycznia 2017. W marcu tegoż roku w strukturze ONZ objęła stanowisko sekretarza wykonawczego do spraw konwencji o różnorodności biologicznej.